# Servírování vín
Servírování vína je postup přípravy vína ke konzumaci, kterému by měla být věnována pozornost zejména při slavnostních příležitostech. Víno je ušlechtilý nápoj, jehož konzumace bývá někdy považována za obřad či dokonce rituál. Žádné ze špičkových vín by nemělo být podáváno bez patřičného servisu a vybavení. Proto je potřeba při servírování vína dodržovat určitě zásady.

## Zásady servírování
První zásadou při servírování vín je zásada nikdy nespěchat. Obzvláště starší vína nelze konzumovat ihned po nákupu, je lepší je nechat alespoň dva týdny „odpočinout“ od kvality našich cest. 
Také je potřeba před samotným servírováním vychladit víno na správnou teplotu, případně u červených vín nechat tato vína „prodýchat“ alespoň hodinu před podáváním a to přelitím do karafy.

## Správné teploty podávání
| Druh vína          | Doporučená teplota podávání | Doporučená teplota konzumace |
| ------------------ | --------------------------- | ---------------------------- |
| Šumivá vína        | 4–6 °C                      | 7–9 °C                       |
| Suchá bílá vína    | 5–7 °C                      | 9–11 °C                      |
| Sladká bílá vína   | 10–12 °C                    | 13–15 °C                     |
| Růžová vína        | 7–9 °C                      | 11–13 °C                     |
| Mladá červená vína | 10–12 °C                    | 14–16 °C                     |
| Zralá červená vína | 14–16 °C                    | 16–18 °C                     |

## Karafy
Karafy jsou nádoby určené pro uvolnění maxima aromatických a chuťových látek z vín. Mladší vína potřebují masivnější styk s kyslíkem, proto používáme tzv. lodní karafy, které mají širší základnu, to znamená, že hladina vína tvoří rozsáhlejší plochu, přes kterou může víno dýchat.
Pro starší vína je určena tzv. „kachna“ nebo také „kočka“, která tvoří menší plochu hladiny, aby se zabránilo větší oxidaci těchto vín.

Sklenice tvaru flétna

## Sklenice
Velmi důležitou kapitolou při konzumaci vín jsou skleničky, do kterých je víno naléváno. Pro víno používáme pouze bezbarvé sklenice. Pokud vybíráte sklenice na víno, je lepší zvolit co nejtenčí sklo, aby mezi Vašimi ústy a vínem byla co nejtenčí překážka. Kromě této šířky stěny je také důležitá délka nožky a stabilní podstavec. A samozřejmě také objem sklenice.
Objem sklenice je opět dán typem vína. Pro červená vína je lepší zvolit sklenice většího objemu, tedy 400–600 ml, zatímco bílá a růžová vína lépe vyniknou ve sklenicích o objemech 200–400 ml. V případě šumivých vín je poté lepší zvolit sklenice menší, s objemem mezi 150–250 ml.
O sklenice je potřeba náležitě pečovat, včetně volby vhodného mycího a splachovacího prostředku, neboť jakákoliv různorodá chuť i pach by nám ovlivnil vzhled i chuť vína. Kvalitní sklenice na víno se myjí ručně a do myčky na nádobí nepatří. Při používání myčky na nádobí se může na sklenici vytvořit šedý povlak.

### Typy sklenic
Existují tři základní tvary sklenic, kterými jsou:
- Flétna – tvar sklenice, jež je směrem k vrcholu mírně zúžená; hodí se pro podávání šumivých vín
- Tulipán – tyto skleničky se opět zužují směrem k hrdlu, aby kumulovaly aromatický projev vína, avšak mají vyhnutý okraj, přes který se lépe uvolňují aromatické sloučeniny do nosu; dle objemu vhodné pro bílá, červená i růžová vína. Lze použít pro šumivá vína.[4]
- Balon – kulatý tvar, otevřenější hrdlo